# Verfassungsschutz Sachsen-Anhalt
Der Verfassungsschutz Sachsen-Anhalt ist ein Nachrichtendienst und die Landesbehörde für Verfassungsschutz des Landes Sachsen-Anhalt mit Sitz in Magdeburg. Organisatorisch ist er eine Abteilung im Ministerium für Inneres und Sport des Landes Sachsen-Anhalt. Seine Aufgaben sind die Abwehr von Extremismus und Spionage, wozu er auch nachrichtendienstliche Mittel nutzt. Dazu verfügte er im Haushaltsjahr 2023 über 121 Mitarbeiterstellen und ein Budget von 1,3 Millionen Euro.

## Geschichte
Mit dem Inkrafttreten des Gesetzes über den Verfassungsschutz im Land Sachsen-Anhalt am 30. Juli 1992 nahm das damalige Landesamt für Verfassungsschutz Sachsen-Anhalt seine Tätigkeit auf. Am Aufbau des Landesamtes für Verfassungsschutz Sachsen-Anhalt war der ehemalige Kriminaloberrat und Inhaber des Frankfurter Unternehmens KDM Sicherheitsconsulting, Klaus-Dieter Matschke, beteiligt.
Mit dem Gesetz zur Änderung des Gesetzes über den Verfassungsschutz im Land Sachsen-Anhalt vom 30. März 1999 wurde das Landesamt für Verfassungsschutz Sachsen-Anhalt als gesonderte Abteilung in das damalige Ministerium des Innern (jetzt: Ministerium für Inneres und Sport) des Landes Sachsen-Anhalt eingegliedert.
2022 waren ungefähr 30 Prozent der Beschäftigten weiblich.

## Organisation
Der Verfassungsschutz Sachsen-Anhalt ist eine Abteilung des Ministeriums für Inneres und Sport. Er gliedert sich in folgende vier Referate (Stand: 18. Juni 2025):
- Referat 41: Grundsatz, Geheimschutz, Querschnittsaufgaben
- Referat 42: Rechtsextremismus/-terrorismus, Reichsbürgerszene und verfassungsschutzrelevante Delegitimierung des Staates
- Referat 43 Islamismus/Islamistischer Terrorismus, Auslandsbezogener Extremismus/Terrorismus, Linksextremismus /-terrorismus,
- Referat 44 Wirtschaftsschutz, G 10, Observation, Ermittlungen und Extremismusprävention

## Rechtsgrundlagen
Insbesondere die folgenden Gesetze regeln die Tätigkeit des Verfassungsschutzes Sachsen-Anhalt:
- Grundgesetz für die Bundesrepublik Deutschland: Art. 73 und Art. 87 GG
- Bundesverfassungsschutzgesetz (BVerfSchG)
- Gesetz zur Beschränkung des Brief-, Post- und Fernmeldegeheimnisses (Artikel 10-Gesetz)
- Gesetz über den Verfassungsschutz im Land Sachsen-Anhalt (VerfSchG-LSA)[6]
- Gesetz zur Ausführung des Artikel 10-Gesetzes des Landes Sachsen-Anhalt (AGG 10-LSA)
- Sicherheitsüberprüfungs- und Geheimschutzgesetz des Landes Sachsen-Anhalt (SÜG-LSA)

## Aufgaben
§ 4 VerfSchG-LSA bestimmt die Aufgaben des sachsen-anhaltischen Verfassungsschutzes:
Aufgabe des Verfassungsschutzes ist die Sammlung und Auswertung von Informationen, insbesondere von sach- und personenbezogenen Auskünften, Nachrichten und Unterlagen über
1. Bestrebungen, die gegen die freiheitliche demokratische Grundordnung, den Bestand oder die Sicherheit des Bundes oder eines Landes gerichtet sind oder eine ungesetzliche Beeinträchtigung der Amtsführung der Verfassungsorgane des Bundes oder eines Landes oder ihrer Mitglieder zum Ziel haben,
2. fortwirkende Strukturen und Tätigkeiten der Aufklärungs- und Abwehrdienste der ehemaligen Deutschen Demokratischen Republik, insbesondere des Ministeriums für Staatssicherheit oder des Amtes für Nationale Sicherheit, im Sinne der §§ 94 bis 99, 129, 129 a des Strafgesetzbuches,
3. sicherheitsgefährdende oder geheimdienstliche Tätigkeiten für eine fremde Macht im Geltungsbereich des Grundgesetzes
4. Bestrebungen im Geltungsbereich des Grundgesetzes, die durch Anwendung von Gewalt oder darauf gerichtete Vorbereitungshandlungen auswärtige Belange der Bundesrepublik Deutschland gefährden,
5. Bestrebungen, die gegen den Gedanken der Völkerverständigung (Art. 9. Abs. 2 GG), insbesondere das friedliche Zusammenleben der Völker (Art. 26 Abs. 1 GG) gerichtet sind.

Der Verfassungsschutz wirkt zudem auf Ersuchen der zuständigen öffentlichen Stellen mit
1. bei der Sicherheitsüberprüfung von Personen nach Maßgabe des Sicherheitsüberprüfungs- und Geheimschutzgesetzes sowie bei Zuverlässigkeitsüberprüfungen,
2. bei technischen Sicherheitsmaßnahmen zum Schutz von im öffentlichen Interesse geheimhaltungsbedürftigen Tatsachen, Gegenständen oder Erkenntnissen gegen die Kenntnisnahme durch Unbefugte.

## Leitung
| Zeitraum                    | Name                | Bemerkung |
| --------------------------- | ------------------- | --- |
| 1992–1999                   | Wolfgang Heidelberg | |
| 2000-2012                   | Volker Limburg      | Rücktritt wegen Pannen bei der Aufklärung des NSU-Terrors. Er war vorher Leiter des Landeskriminalamtes.                    |
| Seit dem 14. September 2012 | Jochen Hollmann     | War vorher stellvertretender Leiter des Landeskriminalamtes Sachsen-Anhalt und Abteilungsleiter Polizeilicher Staatsschutz. |

## Kontrolle
Der sachsen-anhaltische Verfassungsschutz unterliegt der Kontrolle durch den Landtag von Sachsen-Anhalt. Diese Aufgabe nimmt insbesondere das Parlamentarische Kontrollgremium wahr. Dieses tagt geheim und dessen Mitglieder sind zur Verschwiegenheit verpflichtet. Die Landesregierung hat das Parlamentarische Kontrollgremium umfassend über die allgemeine Tätigkeit der sachsen-anhaltischen Verfassungsschutzbehörde und über Vorgänge von besonderer Bedeutung zu unterrichten. Das aus fünf Abgeordneten des Landtages bestehende Parlamentarische Kontrollgremium tritt mindestens vierteljährlich zusammen. Es hat das Recht auf Erteilung von Auskünften, Einsicht in Unterlagen, Zugang zu Einrichtungen des Verfassungsschutzes sowie auf Anhörung von Auskunftspersonen.
Der Verfassungsschutz wird außerdem von dem Landesbeauftragten für den Datenschutz, dem Landesrechnungshof und den Gerichten kontrolliert.
In Bezug auf Maßnahmen nach dem Gesetz zur Beschränkung des Brief-, Post- und Fernmeldegeheimnisses (Gesetz zu Artikel 10 des Grundgesetzes) und der Wahrnehmung von besonderen Auskunftsbefugnissen nach § 17a VerfSchG-LSA erfolgt die Kontrolle durch eine eigens dafür von dem Parlamentarischen Kontrollgremium eingesetzte G 10-Kommission.